# Стівентаун (Нью-Йорк)
Стівентаун (англ. Stephentown) — місто (англ. town) в США, в окрузі Ренсселер штату Нью-Йорк. Населення — 2791 особа (2020).

## Демографія
Згідно з переписом 2010 року, у місті мешкали 2903 особи в 1190 домогосподарствах у складі 794 родин. Було 1482 помешкання
Расовий склад населення:
| - 95,2 % — білих - 1,1 % — чорних або афроамериканців - 1,1 % — азіатів - 0,3 % — корінних американців |

До двох чи більше рас належало 1,6 %. Частка іспаномовних становила 1,8 % від усіх жителів.
За віковим діапазоном населення розподілялося таким чином: 21,3 % — особи молодші 18 років, 63,5 % — особи у віці 18—64 років, 15,2 % — особи у віці 65 років та старші. Медіана віку мешканця становила 44,3 року. На 100 осіб жіночої статі у місті припадало 100,5 чоловіків;  на 100 жінок у віці від 18 років та старших — 103,6 чоловіків також старших 18 років.
Середній дохід на одне домашнє господарство  становив 87 159 доларів США (медіана — 68 906), а середній дохід на одну сім'ю — 101 193 долари (медіана — 82 955). Медіана доходів становила 60 247 доларів для чоловіків та 41 765 доларів для жінок. За межею бідності перебувало 9,3 % осіб, у тому числі 13,6 % дітей у віці до 18 років та 3,7 % осіб у віці 65 років та старших.
Цивільне працевлаштоване населення становило 1535 осіб. Основні галузі зайнятості: освіта, охорона здоров'я та соціальна допомога — 29,8 %, будівництво — 10,7 %, роздрібна торгівля — 10,0 %, публічна адміністрація — 9,4 %.